# Henri-Xavier-Joseph Junquet
Henri-Xavier-Joseph Junquet, francoski general, * 1884, † 1952.